# پاتریک واتسون (نوازنده)
پاتریک واتسون (انگلیسی: Patrick Watson؛ زادهٔ ۷ اکتبر ۱۹۷۹) موسیقی‌دان اهل مونترال، استان کبک در کانادا است.